# Jean-Jacques Dessalines
Jean-Jacques Dessalines (en criollo haitiano: Janjak Desalin; Grande-Rivière-du-Nord, Santo Domingo francés, 20 de septiembre de 1758-Puerto Republicano, Haití, 17 de octubre de 1806) fue un líder de la revolución haitiana que proclamó la independencia del país el 1 de enero de 1804 y se convirtió en su primer gobernante. En 1804 se proclamó emperador con el nombre de Jacobo I.
Antiguo esclavo, participó en las revueltas de los esclavos de la colonia francesa de Saint Domingue.
Al servicio de Toussaint L’Ouverture alcanzó el grado de general y cuando éste fue depuesto por las tropas francesas enviadas por Napoleón para reconquistar la isla, fue nombrado al frente de las tropas del sur, sin embargo, luego de que Toussaint fuera detenido y enviado a Francia y con el arribo de noticias del restablecimiento de la esclavitud en otras colonias francesas, Dessalines organizó en octubre de 1802 un amotinamiento contra las fuerzas francesas a las que enfrentó en una sangrienta lucha. Finalmente, venció a los franceses en la batalla de Vertières en 1803 y los expulsó de la isla.
Ordenó el exterminio de la minoría blanca que aún permanecía en el país, lo que ocasionó la muerte de entre 3000 y 5000 personas durante el período entre febrero y abril de 1804. En septiembre de 1804 se autoproclamó emperador, siendo oficialmente coronado el 8 de octubre en la ciudad de Le Cap.
Entre 1801 y 1805, el Ejército haitiano hizo sangrientas incursiones a la parte oriental de la isla, con enardecidas tropas comandadas por el general Jean-Jacques Dessalines.
Las tropas militares haitianas dirigidas por Dessalines, ya como emperador, fueron las que más daño produjo a la parte oriental de la isla en toda su historia. Saquearon y quemaron las poblaciones de Monte Plata, La Vega, Cotuí, San Francisco de Macorís, San José de las Matas y Monte Cristi. 
En muchas de estas poblaciones las tropas haitianas se las ingeniaron para engañar, ordenándoles acudir a las iglesias, con el pretexto de que esta era la manera de garantizar a todos la vida. Pero cuando parte de la población ya se encontraba en dichos templos, lo que hicieron fue decapitar a más de quinientas personas en aquellos lugares sagrados, entre ellos niños y mujeres, y al sacerdote fray Pedro Geraldino, quien fue ensartado por las bayonetas haitianas cuando intentó oponerse a la matanza. Miles de habitantes murieron durante las dos primeras invasiones haitianas a la parte este de La Española.
En presencia de Dessalines, las tropas haitianas quemaron vivo al sacerdote José Vásquez, porque el religioso consideró como "satánico" lo que hacía el Ejército imperial haitiano.
En enero de 1805 los remanentes del Ejército francés que quedaban en la parte este de la isla comandados por el general francés Louis Marie Ferrand entraron nuevamente en acción. Ferrand decretó a sus tropas cazar niños de ambos sexos de raza negra hasta los 14 años de edad para ser vendidos como esclavos.[cita requerida] Este hecho provocó la ira de Dessalines, quien invadió la parte este de la isla, tomó la ciudad de Santiago y luego se dirigió decididamente a ocupar la ciudad de Santo Domingo, comandando temibles tropas que parecían invencibles.
El Ejército haitiano intentó acabar la resistencia francesa protegida por la muralla de la ciudad. Dessalines no desarrolló un plan para su invasión, pues no trajo artillería.
Semanas más tarde, llegó a las costas de la ciudad de Santo Domingo una escuadra de barcos franceses comandada por el almirante Missiesy. La flota bombardeó las posiciones haitianas y partió rumbo al oeste. Dessalines interpretó que podía ser un ataque a su país y se retiró rápidamente.
En su gobierno intentó restablecer la economía de las plantaciones mediante un sistema de trabajo forzado. Fue traicionado y asesinado en 1806 por sus colaboradores, Alexandre Pétion y Henri Christophe, quienes tras su muerte se repartieron el poder de la nueva nación. Este golpe de Estado fue promovido por sectores acomodados, que aunque previamente le habían apoyado, se vieron afectados por la promulgación de una ley de reforma agraria con características revolucionarias.
Dessalines fue bisabuelo de Cincinnatus Leconte, que sirvió también como presidente de Haití de 1911 a 1912.